# Chemik Bydgoszcz (volley-ball)
Maillots
Le BKS Visła Proline Bydgoszcz (Chemik Bydgoszcz) est un club de volley-ball polonais basé à Bydgoszcz en Pologne. L'équipe évolue en I Liga, l'antichambre de la PlusLiga (le plus haut niveau national).

## Historique
Le club sportif Chemik Bydgoszcz a été fondé en 1949 en tant que club d'entreprise, Unia Łęgnowo. La section volley-ball a été créée en 1956, mais a été dissoute après 5 ans (en 1961). Elle a été réactivée en 1975, créant deux équipes seniors et des groupes de jeunes. En 1978, le club est promu en deuxième division, mais après deux saisons, il est à nouveau relégué une classe plus bas. Une deuxième promotion en deuxième ligue a eu lieu en 1987. Le club de Bydgoszcz y a joué pendant un an. Lors de la saison 1989/1990, le club a de nouveau participé à la deuxième division, où il a joué jusqu'à la fin de la saison 1992/1993, date à laquelle il a été promu en première division B. Il n'y est pas resté. Il a été promu à nouveau à la division arrière du PLS en 1999. Il a terminé la saison 2003/2004 à la 4e place, la saison 2004/2005 à la 3e place, et a été promu en Ligue polonaise de volleyball sous le nom de BKS Delecta-Chemik Bydgoszcz après un barrage avec le Joker Piła en 2006.
Le 15 mai 2007, après sa promotion en première division, le club est devenu une société par actions, adoptant le nom de Łuczniczka Bydgoszcz S.A. La création de la société était une exigence de la ligue polonaise de volley-ball. Les actionnaires étaient BKS Chemik et la ville de Bydgoszcz, qui est l'actionnaire majoritaire de la société. Lors de sa première saison en PlusLiga, le club a joué sous le nom de BKS Delecta Chemik Bydgoszcz. Il a fait ses débuts avec un match contre Jastrzębski Węgiel, perdant 1:3 (19:25, 25:23, 20:25, 20:25).
De 2003 à 2013, le sponsor principal de l'équipe était Rieber Foods Polska S.A., et de 2013 à 2015 Transfer System Montaży Finansowych sp. z o.o.. À partir du 27 août 2015, l'équipe a joué sous le nom de Łuczniczka Bydgoszcz, tandis qu'avant la saison 2018/2019, le nom a été changé en Chemik Bydgoszcz. À son tour, à partir du 12 septembre 2019, l'équipe s'est appelée BKS Visła Bydgoszcz. À partir du 22 juin 2021, l'équipe s'appelle BKS Visła Proline Bydgoszcz.
- 1975: Bydgoski Klub Sportowy (BKS) Chemik Bydgoszcz

Delecta Bydgoszcz 2007-2013

- 2004: BKS Delecta-Chemik Bydgoszcz
- 2006: BKSCh Delecta Bydgoszcz
- 2008: Delecta Bydgoszcz
- 2013: Transfer Bydgoszcz
- 2015: Łuczniczka Bydgoszcz
- 2018: Chemik Bydgoszcz
- 2019: BKS Visła Bydgoszcz
- 2021: BKS Visła Proline Bydgoszcz

## Palmarès
- Coupe de Pologne
  - Demi-finale (2x): 2010, 2013
- Challenge Cup
  - Demi-finale: 2013

## Entraîneurs successifs
| Les années | Prénom et nom         |
| ---------- | --------------------- |
| 2005       | Paweł Blomberg        |
| 2006-2007  | Wiesław Popik         |
| 2007-2008  | Rastislav Chudík      |
| 2008-2011  | Waldemar Wspaniały    |
| 2011-2013  | Piotr Makowski        |
| 2013       | Marian Kardas         |
| 2013-2015  | Vital Heynen          |
| 2015-2017  | Piotr Makowski        |
| 2017       | Dragan Mihajlović     |
| 2017-2019  | Jakub Bednaruk        |
| 2019-2020  | Przemysław Michalczyk |
| 2020-2022  | Marcin Ogonowski      |
| 2022       | Michal Masný          |

## Effectif actuel (2022-2023)
| Numéro | Prénom et nom        | Date de naissance | Taille | Position                |
| ------ | -------------------- | ----------------- | ------ | ----------------------- |
| 3      | Maciej Krysiak       | 07/01/1999        | 192    | réceptionneur-attaquant |
| 7      | Max Elgert           | 31/08/1998        | 200    | passeur                 |
| 9      | Damian Wierzbicki    | 35/10/1992        | 198    | attaquant               |
| 10     | Kamil Gutkowski      | 15/10/1986        | 194    | réceptionneur-attaquant |
| 11     | Filip Jędruszczak    | 19/04/2002        | 186    | libero                  |
| 13     | Emil Narkowicz       | 02/10/2002        | 197    | central                 |
| 15     | Michał Szczechowicz  | 03/02/1998        | 184    | passeur                 |
| 17     | Damian Radziwon      | 05/11/2002        | 200    | central                 |
| 18     | Tomasz Bonisławski   | 22/01/1991        | 188    | libero                  |
| 19     | Paweł Cieślik        | 18/03/2000        | 197    | attaquant               |
| 21     | Piotr Śliwka         | 03/06/2003        | 190    | réceptionneur-attaquant |
| 47     | Antoni Kwasigroch    | 27/01/2002        | 192    | réceptionneur-attaquant |
| 77     | Wojciech Malinowski  | 27/02/2004        | 182    | réceptionneur-attaquant |
| 99     | Wojciech Kaźmierczak | 11/06/1982        | 199    | central                 |